# 罗什索沃
罗什索沃（法語：Rochessauve，法語發音：[ʁɔʃsov]）是法国阿尔代什省的一个市镇，属于普里瓦区。

## 地理
罗什索沃（44°40'45"N, 4°37'34"E）面积17.62 平方千米，位于法国奥弗涅-罗讷-阿尔卑斯大区阿尔代什省，该省份为法国东南部内陆省份，北起顺时针与卢瓦尔省、伊泽尔省、德龙省、沃克吕兹省、加尔省、洛泽尔省和上盧瓦爾省接壤。
与罗什索沃接壤的市镇（或旧市镇、城区）包括：阿利萨斯、贝尔泽姆、绍梅拉克、弗雷瑟内、圣博济勒、圣皮埃尔拉罗什。
罗什索沃的时区为UTC+01:00、UTC+02:00（夏令时）。

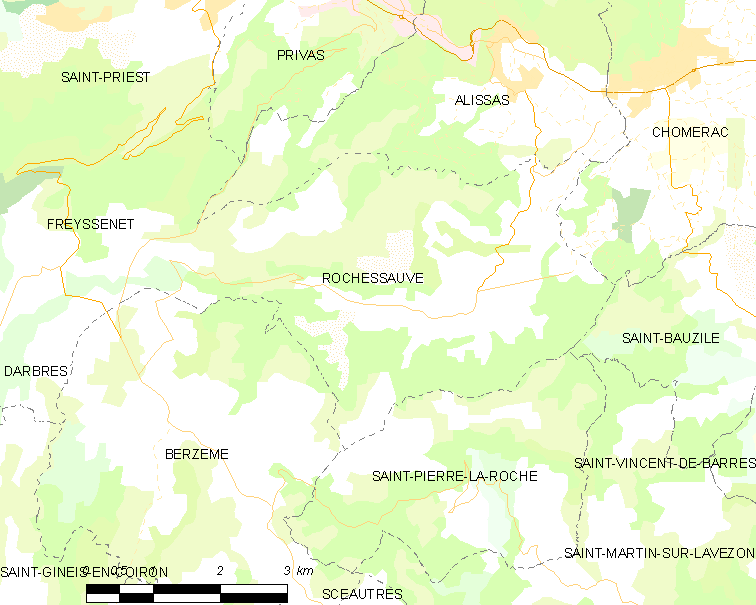
罗什索沃的OSM定位图

## 行政
罗什索沃的邮政编码为07210，INSEE市镇编码为07194。

## 政治
罗什索沃所属的省级选区为普里瓦县。

## 人口

1962-2008年间罗什索沃人口变化图示

罗什索沃于2022年1月1日时的人口数量为484人。